# Yu Kikumura

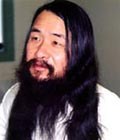
Yu Kikumura.

Yu Kikumura (菊村 憂 Kikumura Yū), född 1947 i Miyazaki prefektur i Japan, var en medlem i den väpnade vänstergruppen Japanska röda armén.
Yu Kikumura greps 1986 på Amsterdam-Schiphols flygplats i Amsterdam med en bomb i sitt bagage. Han deporterades senare till Japan men släpptes på grund av en teknikalitet.
Han greps återigen den 12 april 1988 på en rastplats i New Jersey av en polis som tyckte att Kikumura betedde sig misstänkt. Kikumura greps med tre 46 cm långa rörbomber med krut i. Åklagaren hävdade att Kikumura planerat spränga ett militärt rekryteringskontor hos Veteran's Administration byggnad på Manhattan den 14 april, årsdagen för USA:s attack mot Libyen.
Kikumura dömdes för flera fall av explosiva anordningar och legitimationsbrott. Kikumura dömdes 29 november 1988. Han dömdes till 262 månader (något under 22 år) på ett "Maximum Security"-fängelse i USA i Florence, Colorado. Han släpptes 18 april 2007 efter att ha avtjänat 221 månader (lite mer än 18 år). Efter sin frigivning återvände han till Japan där han direkt arresterades för att förfalskat officiella dokument. Han släpptes i oktober 2007.